# Leucopholis irrorata
Leucopholis irrorata är en skalbaggsart som beskrevs av Louis Alexandre Auguste Chevrolat 1841. Leucopholis irrorata ingår i släktet Leucopholis och familjen Melolonthidae. Inga underarter finns listade i Catalogue of Life.